# Огрличасти мунгос
Огрличасти мунгос (лат. Urva semitorquata) је врста сисара из реда звери и породице мунгоси (Herpestidae), припада роду Urva. Јавља се само на острву Борнео, а постоји могућност његовог присуства и на Суматри.

## Опис
Огрличасти мунгос достиже дужину главе и тела од око 40-45,5 центиметара, док дужина репа износи 28,5-30 центиметара, што значи да је реп дужи за више од 60% од дужине главе и тела. Достиже тежину од око 3-4 килограма. Крзно је црвенкастосмеђе боје са жућкастим шарама на леђима. Доњи део ногу је црно-браон, реп је жућкаст, као и доња страна главе и врата. Од ушију до рамена има беличаста пругу. Горња длака је прилично кратка са дужином од 10 до 20 милиметара.
Зубна формула се састоји од 40 зуба. Огрличасти мунгоси се раније понекад сматрао подврстом краткорепог мунгоса, али се сада сматра засебном врстом.

## Распострањеност
Врста се налази само на острву Борнео, где очигледно насељава велике делове острва у државама Малезија и Индонезија, а вероватно и [[Брунеј]. Дуго времена са острва Суматра била су позната само два стара музејска примерка из 1917. године, док се 2012. године из Аћеха нису појавили нови докази. Опис примерка са овог острва је описан као посебна подврста (U. s. uniformis) за разлику од борнејског облика мунгоса (U. s. semitorquata). Међутим, ова класификација је неизвесна. Огрличасти мунгоси се налазе у примарним и секундарним шумама, као и на плантажама. На Борнеу врста се јавља од нивоа мора до 1200 метара надморске висине. Готово ништа се не зна о статусу популације. (IUCN) га је сврстала у категорију врста које су скоро угрожене. Врста је недавно први пут забележена у подручју националног парка на планини Кинабалу.

## Начин живота
Мало се зна о њиховом начину живота. Очигледно је да су копнене усамљене животиње. Према проценима фотографија добијених коришћењем фотозамки може се рећи да је огрличасти мунгос диурнална тј. дневна животиња.

## Систематика, подврсте и распрострањеност
Огрличастог мунгоса први је научно описао 1837. године британски зоолог Џон Едвард Греј под именом Herpestes brachyurus. Научни назив−Herpestes semitorquatus је 1846. године предложио Џон Едвард Греј за тамносмеђи примерак мунгоса сакупљеног у Калимантану. Подврсту Mungos semitorquatus uniformis, коју су предложили Херберт К. Робинсон и Сесил Боден Клос 1919. године, описана је на основу две јединке огрличастих мунгоса сакупљених из округа Офир и западне Суматре. Тренутно се сматра да сви азијски мунгоси припадају роду Urva.
Борнејски и суматрански мунгоси показују мало генетских разлика.